# Helena Antipoff
Helena Antipoff o Yelena Vladímirovna Antípova (de la transliteración del cirílico Елена Владимировна Антипова; Grodno, 25 de marzo de 1892 — Ibirité, 9 de agosto de 1974) fue una psicóloga, y pedagoga de origen ruso que después de obtener formación universitaria en Rusia, París, y Suiza donde se contactó con la Escuela de Ginebra de pedagogía progresista, y luego a partir de 1929 se asentó en el Brasil, a invitación del gobierno del Estado de Minas Gerais, en el contexto fundacional de operacionalización de la reforma educativa, conocida como Reforma Francisco Campos-Mário Casassanta. Fue una gran investigadora y educadora de infantes portadores de deficiencias, Helena Antipoff fue pionera en la introducción de la educación especial en el Brasil, donde fundó la primera Sociedad Pestalozzi, iniciando el movimiento pestalozziano brasileño, que cuenta actualmente con cerca de 100 instituciones. Su trabajo en el Brasil fue continuado por la Fundación Helena Antipoff.

## Biografía
Hija de un general del ejército imperial, Helena Antipoff nació en 1892 en la ciudad de Grodno, entonces provincia de Bielorrusia del Imperio Ruso, hoy es una ciudad bielorrusa de Hrodna (transliterado de Гро́дна en bielorruso), en el seno de una familia acomodada de la aristocracia rusa.
Aprendió las primeras letras con su madre, continuando sus estudios más tarde, después que la familia se estableció en San Petersburgo, en una institución para niñas y con profesores de nivel universitario, donde obtuvo en 1909 el diploma de Curso Pedagógico Normal, habilitándola para la docencia de los cursos infantiles. Estudió seguidamente el método de enseñanza de "activos y pasivos", siendo los estudiantes exhortados a no aceptar afirmaciones gratuitas y sin una revisión de la realidad. La Filosofía y la Psicología eran sus materias centrales en el currículo seguido.
Con sólo 17 años, fue con su madre y su hermana menor a París, donde se matriculó en el curso de Ciencias de la Universidad de París, en la Sorbona, entonces la más prestigiosa universidad francesa, que frecuentó de 1910 a 1911, año en que obtuvo una licenciatura.
Durante su permanencia en la Sorbona asistió a conferencias sobre psicología impartidas en el Collège de France por Pierre Janet y Henri Bergson, lo que le despertó gran interés por la especialidad. En consecuencia, se perfeccionó en el Laboratorio Binet-Simon, bajo la orientación de Théodore Simon, participando en trabajos experimentales entonces en curso de mediciones de la capacidad intelectual de niños en edad escolar.
Entusiasmada con el campo de la psicología, siguió hacia Ginebra, en Suiza, donde estudió bajo la dirección del psicólogo Édouard Claparède, pionero del estudio de los mecanismos de aprendizaje de los niños. En aquella ciudad fue discípula, entre 1912 a 1916, del primer curso del Instituto Jean-Jacques Rousseau (IJJR), donde obtuvo el diploma de licenciada en psicología, con especialización en psicología educativa. Durante su permanencia ginebrina, a invitación de Claparède, integró el equipo de investigadores del Instituto Jean-Jacques Rousseau, donde se dedicaba a investigaciones en el área de las mediciones de la inteligencia y de su relación con el aprendizaje.
En 1917, regresó a Rusia, donde su padre había sido gravemente herido en una de las batallas de Primera Guerra Mundial. Decidió allí permanecer, a pesar de la implementación del bolchevismo y de toda la concomitante inestabilidad social y política que siguió a la Revolución de Octubre. Trabajó entre 1919 y 1924 como psicóloga infantil; y se casó con el periodista y escritor Viktor Iretzky, con quien tuvo un hijo, el agrónomo, pedagogo y ensayista Daniel Iretzky Antipoff (1919 — 2005). Mientras permaneció en Rusia, trabajó como psicóloga observadora de la Estación Médico-Pedagógica de Petrogrado e de Viatka, dedicándose a los diagnósticos psicológicos y a la elaboración de proyectos educativos para la reeducación de niños que habían perdido la familia en la guerra.
Poco después decidió reiniciar su investigación, trabajando a partir de 1921 como colaboradora científica del Laboratorio de Psicología Experimental de Petrogrado, colaborando con el psicólogo Aleksandr Petrovich Nechaev en la investigación de la influencia de la guerra en el desarrollo mental de infantes en edad preescolar. Sin embargo, los resultados presentados donde se concluía y afirmaba que el nivel mental de los hijos de intelectuales era mayor en comparación con los otros niños, fue duramente criticado por los intelectuales ligados al régimen soviético recién implementado; acabando por excluirla de los círculos académicos y ser finalmente perseguida. Lo mismo sucedió con su esposo, cuyo trabajo no fue del agrado del régimen, viéndose obligado él, en 1923 a partir para el exilio, en Alemania. Después de que su esposo fuese expulsado de Rusia, Helena Antipoff fue obligada, en 1924, también a dejar la Unión Soviética, exiliándose en Berlín, donde pudo juntarse con su marido. Al año siguiente se separará definitivamente del marido, y parte a Ginebra, donde retomó su colaboración con Édouard Claparède y con el Instituto Jean-Jacques Rousseau, institución donde enseñó Psicología.
Durante su permanencia en Ginebra, entre los años de 1926, y 1928, publicó diversos artículos científicos en revistas especializadas, en particular Archives de Psychologie, Intermédiaire des Éducateurs, y Nouvelle Éducation. En esos estudios y publicaciones, es evidente la influencia de los enfoques funcionalistas e interaccionistas desarrollados por Claparède, y del abordaje sociohistórica rusa. En esos trabajos defiende el Método de Experimentación Natural que utilizará durante sus experiencias de evaluación del desarrollo cognitivo en Rusia, siendo una de las destacadas pioneras en ese campo fuera de la Unión Soviética.
En 1929, Helena Antipoff aceptó la invitación que el profesor Francisco Campos, al frente de la Secretaría de Interior de Minas Gerais, el Departamento responsable por la educación en aquel Estado, y así partió al Brasil. Se ubicó entonces en Belo Horizonte, Minas Gerais, con el objetivo de fundar una Escuela de Perfeccionamiento Pedagógico donde pudiese aplicar sus conocimientos pedagógicos.
Bajo el liderazgo de Francisco Campos, un político interesado en el desarrollo de la enseñanza y la renovación pedagógica, que apostaba por el sistema educativo de Minas Gerais y que luego pasó por una fase en la que se consideró indispensable la enseñanza de nuevas técnicas y concepciones de los problemas pedagógicos provenientes de los países más avanzados. Y además de Helena Antipoff, fueron invitados otros pedagogos extranjeros para colaborar en la organización de un Centro de Formación del profesorado y de Mejora de las técnicas en psicología pedagógica. La Institución fundada en 1929 fue bajo la denominación de Escuela de Mejoramiento Pedagógico. Helena Antipoff fue contratada como profesora de psicología, con un contrato inicial de dos años, que fue sucesivamente renovado a lo largo de la década de 1930.
Simultáneamente fue nombrada directora del Laboratorio de Psicología de la Escuela de Perfeccionamiento Pedagógico, donde con la colaboración de sus alumnas, promovió un variado programa de estudios sobre el desarrollo mental, los ideales y los intereses de los niños mineiros. Como resultado de esas investigaciones promovió la introducción de los ideales y los intereses de los infantes mineiros. Con el resultado de sus investigaciones promovió la introducción de las pruebas de inteligencia en las escuelas primarias y el alargamiento del proceso de homogeneización de las clases.
En noviembre de 1932, con el fin de poner en práctica las enseñanzas de Johann Heinrich Pestalozzi fundó, con la colaboración de algunas exalumnas de la Escuela de Perfeccionamiento Pedagógico, la primera Sociedad Pestalozzi del Brasil, con sede en Belo Horizonte. Aquella Sociedad, al año siguiente, logró abrir un consultorio médico-psico-pedagógico donde pasó a atender infantes y sus padres.
Entretanto, Helena Antipoff guiaba reuniones semanales en el Laboratorio de Psicología de la Escuela de Perfeccionamiento Pedagógico, de la que fue directora, la que estaba abierta a maestros interesados en la educación de niños con discapacidad.
A partir de finales de 1933, la Sociedad Pestalozzi pasó a ofrecer aulas destinadas a alumnos con discapacidad, y en 1934 consiguió construir un pequeño edificio donde instaló salas de aula y consultorios médicos y psicológicos. En el mismo edificio funcionaba también un laboratorio de investigaciones endocrinológicas. En las aulas de la Sociedad Pestalozzi los alumnos con problemas y alteraciones conductuales o de aprendizaje complementarían sus actividades escolares y de educación psicomotriz, con actividades manuales y agrícolas de semiinternado. Con ese fin la institución operaba oficinas diversas, huertas pedagógicas y servicios domésticos adaptados a las necesidades de los jóvenes que frecuentaban sus aulas.
Tras la creación de la Sociedad Pestalozzi, y por influencia directa de Helena Antipoff, en 1935 la Secretaría de Educación de Minas Gerais creó el Instituto Pestalozzi de Belo Horizonte, que funcionaba como órgano técnico para la realización de investigaciones en las áreas relacionadas con la educación especial, apoyando estudios sobre temas diversificados, que iban desde la psicopatología y la psicología de aprendizaje, a la genética, endocrinología, y la farmacología.
Además de su actividad en el campo de la psicología de la educación, Helena Antipoff ejerció también una importante acción social en favor de la infancia y juventud desfavorecidos, en especial de los portadores de deficiencias. En esa acción, en 1934 lideró la fundación del "Caso do Pequeno Jornaleiro" (Caja para el Canillita), institución destinada a proporcionar abrigo, alimentación y escolarización para niños que trabajaban como vendedores de diarios. En ese mismo año inició su colaboración con la Asociación Mineira de Exploradores, institución que había sido fundada en 1927 con el decidido apoyo del Gobierno del Estado de Minas Gerais, como institución extracurricular en las escuelas del Estado llevando, más tarde, a la constitución de la Asociación de Exploradores Fernão Dias, un grupo escultista abierto a niños y jóvenes con discapacidad. También en el campo social, aunque en un área distinto, Helena Antipoff estuvo involucrada en la fundación de una casa de reposo para escritores, artistas, y profesores.
En el campo académico, Helena Antipoff fue la primera profesora, y fundadora de la cátedra de Psicología Educacional en la Universidad Federal de Minas Gerais.
Hacia finales de la década de 1930, Helena Antipoff se interesó en la situación de los estudiantes y maestros de las zonas rurales, estableciendo como objetivos el mantener a la gente en el campo, con mejores condiciones de vida, a través de la escuela, por lo que sería necesario elevar el nivel de preparación de los maestros rurales sin moverlos de su entorno. Para ello propuso y defendió la creación de una escuela rural, con métodos adecuados a las condiciones sociales y las aspiraciones de las comunidades a las que debería servir. Con ese objetivo se llevó a cabo una campaña de recolección de fondos, consiguiendo por ende adquirir la Hacienda de Rosario, una granja con cerca de 220 ha (45 alqueires de tierra) en Ibirité, a 26 km de Belo Horizonte. Y en esa quinta abrió, en enero de 1940 un internado, inicialmente frecuentado por cinco niños.
La educación impartida en la institución, fue creciendo y se convirtió progresivamente en el principal foco de la obra de Helena Antipoff, estando centrada en las actividades agrícolas, en la creación del grado académico en puericultura. Así fue una experiencia pionera en el Brasil, y en el marco de la historia de la pedagogía, siendo la primera vez que surgía un currículo específicamente centrado en las materias que más interesaban a las comunidades rurales.
En 1946, el año en que desapareció el Laboratorio de Psicología de la Escuela de Perfeccionamiento Pedagógico, colaboró con el psicólogo Emílio Mira Lopes en la fundación del Centro de Orientación Juvenil (COJ), en la ciudad de Río de Janeiro. Esa institución era tutelada por el Ministerio de Educación y Salud (MES) en el ámbito del Departamento Nacional de la Infancia (DNCr), y fue diseñada para estudiar técnicas de trabajo, demostración y formación de orientación, teniendo en cuenta las características de los jóvenes y para apoyar a sus familias.
Para mediados de la década de 1950, Helena Antipoff pasó a defender la necesidad de crear una Federación de Sociedades Pestalozzi que reuniese y promoviera los esfuerzos y experiencias de diversas instituciones que defendían los ideales pestalozzianos. Sin embargo, a pesar de su considerable influencia y numerosas reuniones, el proyecto sólo ganó adeptos en un número suficiente, en 1970, y en agosto de aquel año, después de convocar a todas las entidades Pestalozzi, fue fundada en el Río de Janeiro la Federación Nacional de las Sociedades Pestalozzi (Fenasp). Esta Federación asumió desde entonces la promoción de la expansión de las instituciones, proveyendo apoyo técnico a las instituciones que integran y defienden una política de educación adecuada para las personas con discapacidad. La creación de Fenasp dio cuerpo a los ideales de Helena Antipoff y fortaleció notablemente al movimiento pestalozziano.
Helena Antipoff falleció en la Hacienda de Rosário, el 9 de agosto de 1974, dejando un legado de gran educadora que marcó no solo a quienes convivieron con ella, sino también de la sociedad en general. De su obra debe extraerse una nueva comprensión de las cuestiones relacionadas con la educación, y en particular con la educación especial.

## Algunas publicaciones
- helena Antipoff. 1966. A Fazenda do Rosário – Sua Experiência– sua Filosofia. En: CDPH (org.) Coletânea de obras escritas de Helena Antipoff–Educação Rural. Belo Horizonte: Imprensa Oficial de Minas, otra ed. 1992. 4 vols.
- -------------------. 1965. De Lustro em Lustro: os Jubileus das Três Instituições para Excepcionais –Instituto Pestalozzi de Belo Horizonte, Fazenda do Rosário Ibirité, Sociedade Pestalozzi do

Brasil do Rio de Janeiro. En: CDPH (org.) Coletânea de obras escritas de Helena Antipoff–Educação do Excepcional. Belo Horizonte: Imprensa Oficial de Minas, otra ed. 1992. 3 vols.
- -------------------. 1963. Sociedade Pestalozzi de Minas Gerais: 1932–1962 – Notas por Helena Antipoff. En: CDPH (org.) Coletânea de obras escritas de Helena Antipoff–Educação do Excepcional. Belo Horizonte: Imprensa Oficial de Minas, otra ed. 1992. 3 vols.
- -------------------, f. Ottoni, c. Duarte. 1958. Experimentação Natural como Método para Estudo da Personalidade e da Educação do Caráter. En: Revista Brasileira de Saúde Mental. Río de Janeiro: Universidade do Brasil, 4 vols.
- -------------------. 1948. Inquérito Sobre o Sentimento Materno nas Meninas de 9 a 17 Anos, Promovido pela Seção de Cooperação da Família da Associação Brasileira de Educação. En: CDPH (org.) Coletânea de Obras Escritas de Helena Antipoff–Psicologia Experimental. Belo Horizonte: Imprensa Oficial de Minas, otra ed. 1992. 1 vol.
- -------------------, y. Barbosa. 1943. Material para Estudo da Experimentação Natural no trabalho – década de 1940: Escola Rural D. Silvério– Outubro de 1943 – Como Método de Experimentação. En: CDPH (org.) Coletânea de obras escritas de Helena Antipoff–Educação do Excepcional. Belo Horizonte: Imprensa Oficial de Minas, otra ed. 1992. 3 vols.
- -------------------. 1928. L'évolution et la variabilité des fonctions psycho-motrices: d’après l'étude statistique des résultats de divers tests d’habileté manuelle. Archives de Psychologie. Genève, 21 ( 81): 1—54
- -------------------. 1927. Contribution à 1'étude de la constance des sujets. Archives de Psychologie. Genève, 20 (79: 177—190)
- -------------------. 1927. De expérimentation naturelle. Nouvelle Education
- -------------------. 1927. Etude des aptitudes motrices. Intermédiaire des Educateurs. Genève
- -------------------. 1926. * Etude de la personnalité par la méthode A. Lasoursky. Intermédiaire des Educateurs. Genève
- -------------------. 1924. Умственный уровень дошкольников: (Исследование по методу Бине-Симона) [Mental Nivel preescolar: (Estudio sobre el método de Binet-Simon)]. Педологический журнал. Орел ( 2)
- -------------------. 1923. О психолого-педагогическом обследовании детей [Pruebas psicológicas y pedagógicas en los niños]. Трудовая школа: Педагогический сборник. Петроград, ( 4/5): 86

## Familia
Progenitores
- Vladimir Antipov (1862 - no antes de 1923) teniente general. Madre: Sophia Stoyanov

Hermanas
- Zinaida (en el matrimonio Kreynin), Tatiana

Esposo
- Victor Y. Iretskaya (1882-1936) periodista, escritor

Hijo
- Daniel (1919-2005) psicólogo, profesor

## Honores
- 1974 Helena Antipoff fue galardonada con el Premio Henning Albert Boilesen, de Educación y Cultura, habiendo utilizado el dinero para implantar un laboratorio de investigaciones ecológicas en la Hacienda de Rosário.

Honras fúnebres
- Milton Campos, exgobernador de Minas Gerais, en su elogio fúnebre afirmó:

ella plantó diez mil simientes en nuestro interior. Todos los maestros y los estudiantes cuyas vidas tocó continuarán ahora su obra

. Idea similar se expresa en el mural que le sirve de memorial en la sede de la Fundación Helena Antipoff, en Ibirité:

Una vida destinada a la felicidad de otras vidas.